# Вашингтон Тауншип (округ Лайкомінг, Пенсільванія)
Вашингтон Тауншип (англ. Washington Township) — селище (англ. township) в США, в окрузі Лайкомінг штату Пенсільванія. Населення — 1768 осіб (2020).

## Демографія
Згідно з переписом 2010 року, у селищі мешкало 1619 осіб у 571 домогосподарстві у складі 456 родин. Було 666 помешкань
Расовий склад населення:
| - 97,2 % — білих - 1,1 % — чорних або афроамериканців - 0,4 % — азіатів - 0,2 % — корінних американців |

До двох чи більше рас належало 0,9 %. Частка іспаномовних становила 0,9 % від усіх жителів.
За віковим діапазоном населення розподілялося таким чином: 25,9 % — особи молодші 18 років, 60,5 % — особи у віці 18—64 років, 13,6 % — особи у віці 65 років та старші. Медіана віку мешканця становила 41,8 року. На 100 осіб жіночої статі у селищі припадало 100,9 чоловіків;  на 100 жінок у віці від 18 років та старших — 98,5 чоловіків також старших 18 років.
Середній дохід на одне домашнє господарство  становив 61 876 доларів США (медіана — 52 500), а середній дохід на одну сім'ю — 64 901 долар (медіана — 57 500). Медіана доходів становила 41 536 доларів для чоловіків та 32 717 доларів для жінок. За межею бідності перебувало 12,0 % осіб, у тому числі 17,1 % дітей у віці до 18 років та 1,3 % осіб у віці 65 років та старших.
Цивільне працевлаштоване населення становило 897 осіб. Основні галузі зайнятості: освіта, охорона здоров'я та соціальна допомога — 24,5 %, виробництво — 17,4 %, роздрібна торгівля — 13,9 %.